# Борова
 Тази статия е за селото в Колония.  За селото в Дебър вижте Борово (община Либражд).  За други значения на Борово вижте Борово (пояснение).
Борова или Борово (на албански: Borova или Borovë) е село в Албания в община Колония, област Корча.

## География
Селото е разположено на 5 километра югозападно от град Ерсека, в югозападните склонове на планината Грамос.

## История
Селото е основано около XIV-XV век, според легендата от трима братя. В XV век в Борова са отбелязани поименно 40 глави на домакинства.
На Етнографската карта на Битолския вилает на Картографския институт в София от 1901 година Борово е чисто албанско православно село в Корчанския санджак, каза Колония със 135 къщи.
На 6 юли 1943 година в така нареченото Боровско клане германски войски убиват 107 души от селото - предимно старци, жени и деца, и го изгарят напълно, като отмъщение за нападнат от партизани германски конвой.
До 2015 година селото е част от община Ерсека.

## Личности
Родени в Борова
- Софроний Борова (? – 1965), албански духовник, аполонийски епископ